# 서머힐 스쿨
서머힐 스쿨(영어: Summerhill School)은 영국의 교육학자 A. S. 닐이 1921년에 세운 사립 기숙형 대안학교로 서퍽주의 레이스턴에 있다. 학생들의 자유를 최대한 존중하고, 그 자유 안에서 총체적이고 조화로운 사람으로 성장하게 함을 목표로 하며 6살부터 18살까지의 학생을 받고있다.
서머힐 스쿨은 민주교육과 대안 교육의 한 예로 알려져 있다. 서머힐 스쿨은 직접 민주제로 운영되는데, 학교의 운영을 결정하는 학교 회의에는 교직원과 학생 누구나 참여할 수 있으며 모두가 동일한 한 표를 행사한다. 설립자 닐이 세운 원칙인 '방종이 아닌 자유'에 따라 학교의 구성원들은 그들의 행동이 남들에게 피해를 주지 않는 한 자유롭게 행동할 수 있다. 학생들은 이 원칙에 따라 어느 수업을 들을지 결정할 수 있다.

## 역사

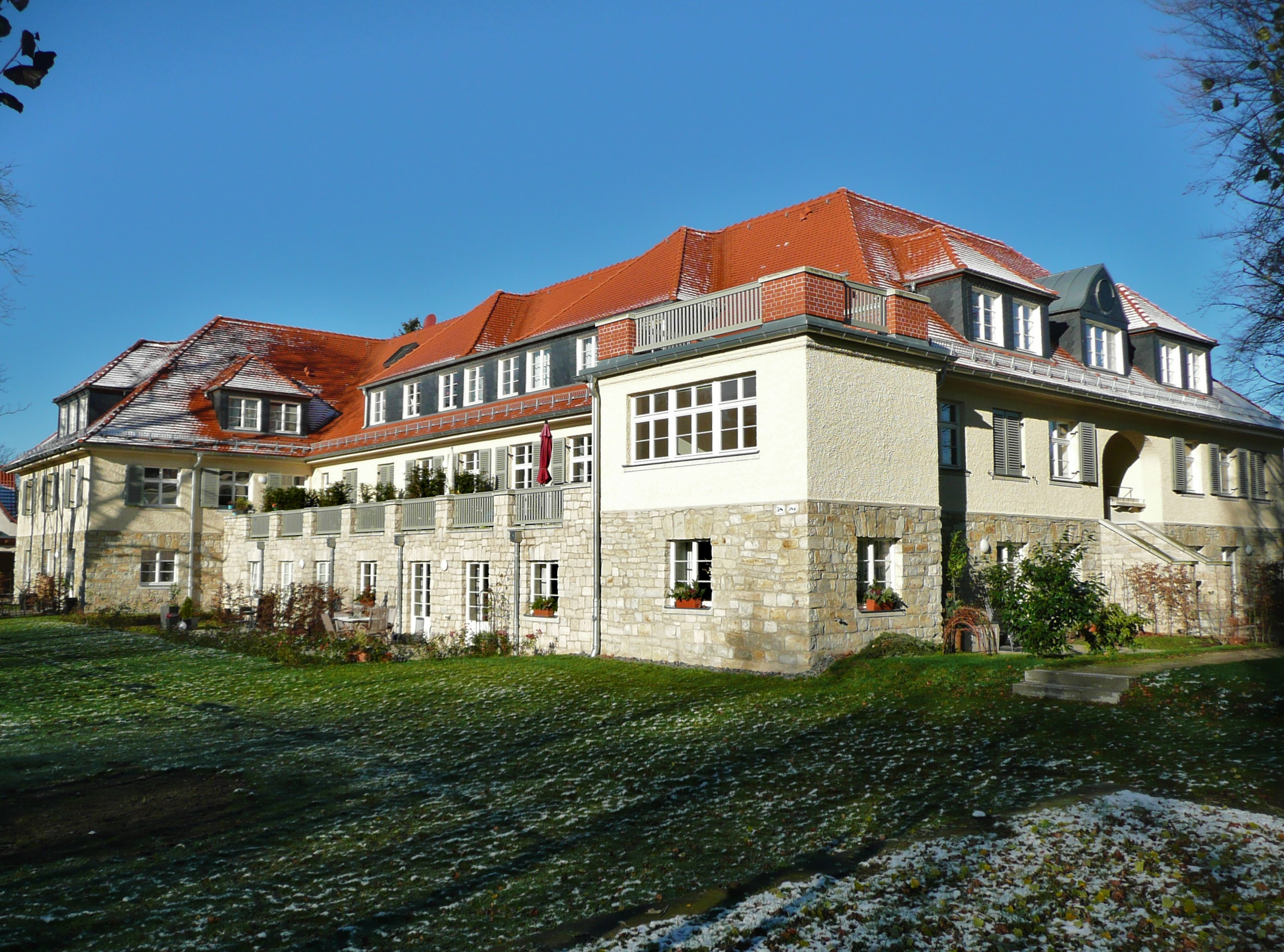
새 헬레라우 학교가 1920년부터 1925년까지 있었던 헬레라우의 옛 건물

A. S. 닐은 1920년에 민주적인 관리 방식으로 학생들과 교직원들에게 자유를 주는 그의 교육 원칙에 따라 운영할 수 있는 새 학교를 세울 전제를 찾기 시작했다. 닐은 연구 목적으로 유럽을 여행하는 동안 드레스덴 부근에서 훗날 영국의 전원도시 운동에 영향을 미치는 원칙에 따라 세운 도시인 헬레라우에서 이상적인 기관을 발견했다. 닐은 1년 전에 카를 티스가 세워 많은 외국인 학생들이 달크로즈 유리드믹스 교육법에 따라 배우고 있던 새 독일 학교(Neue Deutsche Schule)와 공동으로 새 헬레라우 학교(Neue Schule Hellerau)를 세웠다. 닐의 전기를 쓴 영국의 작가 조너선 크로울은 새 헬레라우 학교를 '본질적으로 서머힐 스쿨의 시작'이었다고 썼다.
닐은 곧 새 독일 학교의 에토스에 불만을 느끼고 그의 학교를 오스트리아의 존타크베르크로 옮기지만 현지인들의 반대로 1923년에 잉글랜드의 도싯주 라임리지스로 옮겼다. 라임리지스에 있는 집은 서머힐이라고 불렸고, 이는 학교의 이름이 됐다. 1927년에 오늘날의 자리인 서퍽주 레이스턴으로 옮겼다. 제2차 세계 대전 동안에는 웨일스의 귀네드로 잠시 대피했다.
1960년대에는 특히 미국에서 서머힐 스쿨을 모방한 학교들이 문을 열었다. 닐의 원칙인 '방종이 아닌 자유'의 시행을 두고 문제점이 따랐는데, 닐은 자유와 방종을 혼동하는 일부 학교들과 거리를 두었다. 닐은 빌리지 보이스에 서한을 보내 스스로를 서머힐 스쿨이라고 부르는 미국의 학교들과 관련해 많은 소문을 들었으며, 이들 학교와는 관련이 없다고 말했다.
닐이 1973년에 죽은 뒤에는 그의 아내인 에나 메이 닐이 1985년까지 서머힐 스쿨을 운영했다. 오늘날 서머힐 스쿨은 민주교육 철학에 따라 초등교육과 중등교육을 실시하는 학교이며, 학생들은 통학을 하거나 서머힐 스쿨에서 기숙한다.

### 정부의 조사
서머힐 스쿨은 과거부터 영국 정부와 껄끄러운 관계에 있었다. 이미 1950년대에 영국 정부는 조사 결과 서머힐 스쿨의 재정 상태가 불안정하고, 학생들의 수가 너무 많고, 저학년 교육의 질이 떨어진다고 했다. 그러나 조사관들은 서머힐 스쿨에 이런 문제점들이 있지만 좋은 점도 있다고 말했다.
1990년대에 서머힐 스쿨은 아홉 번의 조사를 받았다. 나중에 이는 영국 교육기준청이 비밀리에 서머힐 스쿨을 감시 대상 사립학교 61곳 가운데 한 곳으로 올려두었기 때문이라고 밝혀졌다. 1999년 3월에 교육기준청의 조사가 있은 뒤에 영국의 교육고용부 장관 데이비드 블렁킷은 서머힐 스쿨의 선택 수업 정책에 문제점이 있다며 서머힐 스쿨을 고소했고, 서머힐 스쿨은 재판으로 이를 다투기로 결정했다. 이 사건은 2000년 3월에 특별교육조사위원회로 갔고, 인권변호사인 마크 스티븐스와 왕실 고문인 제프리 로버트슨이 서머힐 스쿨의 변호를 맡았다. 나흘간의 심리 이후 조정안이 나왔고, 심리 과정에 참석한 학생들은 그 날 법정에서 조정안을 받아들일지에 관한 학교 회의를 열어 만장일치로 받아들이기로 했다.
2011년 10월 5일에 교육기준청은 서머힐 스쿨이 교육의 질 영역에서는 양호한 평가를 받았고, 학생 발달과 학생 복지, 기숙사 생활의 효율성 영역에서는 우수한 평가를 받았다는 최종 조사 결과를 발표했다.

## 교육 제도

### 교육 철학
서머힐 스쿨은 아이들이 강요로부터 벗어난 자유 상태에서 가장 잘 배울 수 있다는 철학으로 알려져 있다. 모든 수업은 선택 수업이고, 학생들은 수업을 선택할 자유가 있다. 닐은 "어린이의 목적은 스스로의 삶을 사는 것이지, 간섭하기 좋아하는 부모가 원하는 삶을 사는 것이 아니고, 자기가 가장 잘 안다고 생각하는 교육자가 원하는 삶을 사는 것도 아니다."라는 신념에 따라 서머힐 스쿨을 세웠다.
학생들은 학교 자치에도 참여할 수 있다. 학교 회의는 2주에 한 번씩 열리며 학생들과 교직원들은 학교 생활에 영향을 미치는 결정에 같은 한 표를 행사한다. 학교 회의에서 만들어진 규칙은 범위가 다양한데, 잠을 자는 시간을 결정하는 데에서부터 교실 안과 수영장에서 나체로 있어도 되는가를 결정하는 데에 이른다. 또한 학교 회의는 도둑질의 벌금 결정 등 분쟁을 해결하는 역할을 하기도 한다. 학교 회의가 열려야 할 긴급한 이유가 있을 때에는 학생들이나 교직원이 학교 회의의 의장에게 회의를 열 것을 요청할 수 있다. 규칙을 만들고 규제를 가할 때에는 일반적으로 설립자 닐의 격언인 '방종이 아닌 자유'를 적용해 타인에게 피해를 주지 않는 모든 자유를 허한다.
학생들은 수업을 자발적으로 듣는다. 교직원들은 교실에 공포가 있는 학생이나 자신감이 부족한 학생 등 자유롭게 선택하는 데 문제가 있는 학생들을 특별 관리 대상으로 두고 적어도 2주에 한 번씩 의논을 한다.
학생들은 문제가 생겼을 경우 학생 회의로 가기 전에 옴부즈만에게 가서 해결한다. 옴부즈만은 나이가 많은 학교 구성원들 가운데에서 선출해 구성한다. 옴부즈만은 문제를 일으킨 학생에게 경고를 하는데, 문제가 복잡하거나 학생이 옴부즈만의 경고를 받아들이지 않았을 때에는 학교 회의에서 처리한다. 집단 따돌림을 당하는 학생이나 영어를 구사하는 데 어려움이 있는 학생에게는 그 학생만을 맡는 특별 옴부즈만이 있어 그들의 입장을 변호하도록 도와준다.

### 수업
설립자 닐은 학생들의 학문적 발달보다도 사회적 발달에 더 큰 관심을 두었지만, 서머힐 스쿨에는 교육 접근법에 중요한 다른 점이 있다. 서머힐 스쿨에는 학년 개념이 없고, 학생 개개인이 자신의 속도에 맞춰서 배워야 한다는 믿음에 입각하여 각 과목마다 각자의 흥미와 이해도에 따라 수업을 듣는다. 따라서 한 교실에 다양한 나이의 학생들이 있다.
닐은 이러한 방식으로 교육받은 학생들이 삶의 역경을 헤쳐나가는 데 기존의 교육을 받은 학생들보다 더 잘 준비가 돼 있다고 생각했다. 닐은 서머힐 스쿨에서 대학에 가기로 결정한 학생은 기존 학생들보다 더 빠르게 대학 입학 시험을 준비할 수 있다고 말했다. 서머힐 스쿨을 조사한 조사관들은 닐의 생각이 틀렸으며 대학 진학을 준비하는 학생들은 준비가 부족해 불이익을 받고 있었다고 주장했는데, 서머힐 스쿨에서 학생들을 가르쳤던 마이클 뉴먼은 조사관들은 학생들이 수업을 듣는 것이 필수라고 생각했기 때문에 저조한 수업 참여율을 두고 공부가 부족한 것이라고 여겼다고 주장했다. 뉴먼은 또한 조사관들은 학생들의 시험 성적, 교사와 재학생 및 졸업생의 구술 증언 등을 받아들이기를 거부했다고 말했다.

### 기숙 생활
서머힐 스쿨의 학생들은 나이에 따라 다섯 동의 건물 가운데 한 곳에 배정받는다. 기숙사에서는 네다섯 명의 학생들이 한 방에서 지내는데, 사감이 있지만 학생 중 한 명이 취침준비, 전체 소등 등을 관리한다.

## 명성과 비판
서머힐 스쿨은 1920년대~1930년대와 1960년대~1970년대에 대중들의 관심을 받았다. 특히 닐이 1960년에 쓴 책인 《서머힐》은 학교를 대중에게 널리 알렸고, 미국에서는 서머힐 스쿨을 모방한 학교들이 세워졌다. 닐의 전기를 쓴 리처드 베일리는 늘어나는 세간의 관심을 진보주의 및 반문화와 연결지었지만, 닐은 이러한 인식에 영향을 받지 않았다고도 적었다.
베일리는 학생들이 어떤 수업을 들을지 자유롭게 두는 것은 학생들이 모르는 과목을 계속 모르게 만들 수 있고 특정 기간에 인기가 있는 과목만 듣게 만들 수 있다고 지적했다. 서머힐 스쿨은 해당 문제점을 개선시켰다고 밝혔다.
베일리는 닐이 가르치는 대수학 수업을 두고 닐의 수업 방식이 '그야말로 끔찍'했으며, 학생들의 참여는 저조하고 설명은 부정확했으며 학생들을 모독했다고 말했다. 베일리는 닐이 학생들의 학업 성취도에 관한 책임을 지려 하지 않았고 그의 권위적인 수업은 학생들의 자주성을 약화시키는 신념의 형태라고 비판했다. 또한 베일리는 언론이 서머힐 스쿨에 대해 비이성적으로 비판적이라고 말했다. 예를 들어 언론은 기존의 교사-학생 관계를 강조하고, 매주 하는 회의 대신 부족한 의무 수업만 강조했으며 서머힐 스쿨의 학생들을 비현실적인 정도로 통제를 받지 않고 질서가 없는 학생들로 묘사했다고 말했다.

### 성적 방종
영국의 신문 《가디언》은 서머힐 스쿨의 졸업생 마이키 커디히와의 인터뷰를 통해 1960년대에는 다음과 같았다고 밝혔다.
| “ | 학생들끼리 모의 결혼식을 열고 결혼하는 일이 흔했으며, 같이 자도록 허락을 받았다. … 학생과 교사 사이에 성행위 또한 흔했는데 … 닐의 의붓아들이자 도예를 가르쳤던 35살 마일스는 … 특별한 허가를 받았기 때문에 상급생 몇 명을 데리고 외출을 하곤 했다. … 한 교사는 취해서 상급생 여학생들의 몸을 더듬었다가 학교를 떠나게 됐다. | ” |

닐은 그의 책 《서머힐》에서 청소년의 성적 활동을 장려하고, 자위행위가 청소년의 비행을 일으킨다는 주장 등 빌헬름 라이히의 영향을 받은 모습을 보여주었다. 닐은 전문 심리 치료사가 아니었지만 학생들과 정신 분석 시간을 가졌고, 닐은 학생들의 기를 뚫는다며 학생들의 몸을 안마해 주기도 했는데 이는 빌헬름 라이히가 옹호했던 기법이다. 닐은 《서머힐》에서 다음과 같이 주장했다.
| “ | 성적 무차별은 신경증적인 것으로 마지막에 가장 적합한 동반자를 찾기를 기대하며 동반자를 계속 바꾸는 것이다. … 만약 '자유로운 사랑'이라는 낱말이 해로운 뜻을 가지고 있다면, 그것은 신경증적인 성행위를 묘사하고 있기 때문이다. | ” |

## 저명한 동문
영국의 작가 존 버닝햄, 영국의 음악 프로듀서 거스 더전, 미국의 배우 리베카 데 모네이, 영국의 배우 제이크 웨버 등이 서머힐 스쿨을 다녔다.

## 매체
서머힐 스쿨은 1987년에 영국 ITV의 다큐멘터리 텔레비전 프로그램 《행복이 가장 중요하다(Being Happy is What Matters Most)》에 나왔다. 1989년에는 대한민국 문화방송의 다큐멘터리 텔레비전 프로그램 《세계의 교육, 그 현장을 가다》에 나왔고, 1992년에는 영국 채널 4의 다큐멘터리 텔레비전 프로그램 《선두(Cutting Edge)》에 나왔다.
2008년에 BBC One과 CBBC, BBC Four는 미니시리즈 《서머힐(Summerhill)》을 방영했다. 해당 미니시리즈는 2000년에 서머힐 스쿨이 겪었던 법적 공방을 각색해 만들어졌고, 대부분의 촬영은 서머힐 스쿨에서 이루어졌으며 학생들이 보조 출연자로 나왔다. 이 미니시리즈는 서머힐 스쿨을 긍정적으로 묘사했으며 제작자인 존 이스트는 오늘날 대중문화에서 묘사된 학교가 무엇인가에 관한 틀에 도전하고 싶었다고 말했다.

## 참고 문헌
- Bailey, R. (2013). A. S. Neill. Bloomsbury.
- Neill, A. S. (1960). Summerhill: a radical approach to child rearing. Hart Publishing.

## 같이 보기
- 대안교육
- 대안학교
- 간디고등학교
- 자유학교물꼬